# Prunum guttatum
Prunum guttatum is een slakkensoort uit de familie van de Marginellidae. De wetenschappelijke naam van de soort is voor het eerst geldig gepubliceerd in 1817 door Dillwyn.